# Marmessoidea ismene
Marmessoidea ismene är en insektsart som först beskrevs av John Obadiah Westwood 1859.  Marmessoidea ismene ingår i släktet Marmessoidea och familjen Diapheromeridae. Inga underarter finns listade i Catalogue of Life.